# Слобожанське (село)
Слобожанське (до 17 лютого 2016 —  Комінтерн) — село в Україні, у Старовірівській територіальній громаді Берестинського району Харківської області. Населення становить 1266 осіб. Центр Слобожанського старостинського округу Старовірівської сільської ради.

## Географія
Село знаходиться у одного з витоків річки Комишуваха. Поруч із селом проходить автомобільна дорога М18 (E108). На відстані 2 км розташовані селище Палатки і село Дегтярка. За 2 км знаходиться залізнична станція Власівка.

## Історія
Селище Комінтерн було віднесене до категорії сіл згідно з рішенням Харківської обласної ради від 27 березня 2009 року.
4 лютого 2016 році село Комінтерн перейменовано на село Слобожанське згідно постанови Верховної Ради в рамках декомунізації, 18 лютого постанова набула чинності..

## Населення

### Мова
Розподіл населення за рідною мовою за даними перепису 2001 року:
| Мова            | Кількість | Відсоток |
| --------------- | --------- | -------- |
| українська      | 1092      | 86.26%   |
| російська       | 164       | 12.95%   |
| вірменська      | 4         | 0.31%    |
| білоруська      | 2         | 0.16%    |
| угорська        | 2         | 0.16%    |
| інші/не вказали | 2         | 0.16%    |
| Усього          | 1266      | 100%     |

## Економіка
- Молочно-товарна ферма.
- Приватне сільськогосподарське підприємство «Комінтерн».

## Об'єкти соціальної сфери
- Лікарня.
- Школа
- Будинок культури

## Постаті
- Волобуєв Олександр Васильович — полковник служби цивільного захисту України.